# René León Echaiz
René Benedicto León Echaiz; (Curicó, 12 de enero de 1914 - Santiago, 21 de agosto de 1976), fue un abogado, historiador, ensayista, novelista y político liberal chileno, que hizo notables contribuciones al estudio de la historia y cultura de la zona central de Chile, particularmente de la provincia de Curicó.

## Biografía
Hijo de Benedicto León León y Adelaida Echaíz Amaral. Se casó en Curicó, el 28 de diciembre de 1940, con Marta Manieu del Canto, matrimonio del cual nacieron cuatro hijos: Leticia, Gisella, Marcela Y René.
Estudió en el Liceo de Curicó y Derecho en la Escuela de Leyes de la Universidad de Chile, donde juró como abogado el 24 de octubre de 1934; su tesis se tituló “La mujer frente al delito y al derecho penal”. Se dedicó a ejercer su profesión en Curicó y Santiago.
Murió mientras era operado, por lo que no alcanzó a recibir el premio nacional de historia.

### Trayectoria política y académica
Militó en el Partido Liberal (1934-1965); fue secretario de la Asamblea de esta colectividad en Curicó en 1941; presidente del Consejo Agrupacional Curicó-Mataquito y miembro de la Junta Ejecutiva del partido.
Fue elegido Diputado por la 11.ª agrupación departamental de Curicó y Mataquito (1941-1945), integrando la comisión de Constitución, Legislación y Justicia. Reelecto Diputado  por la misma agrupación, para el período 1945-1949; en esta oportunidad fue miembro de la comisión de Industrias.
Fue nombrado Intendente de Curicó (1960-1963). Fue consejero del Banco Comercial de Curicó.
Fue un gran historiador, investigador y ensayista. Miembro de número de la Academia Chilena de la Historia desde 1960, y miembro correspondiente a la Real Academia Española de la Historia en 1968; integró la Junta de Administración de la Sociedad Chilena de Historia y Geografía; presidente de la Sociedad Chilena de Historia y Geografía, en el momento de su muerte en 1976. 
Asociado al Instituto Chileno de Investigaciones Genealógicas. 

## Distinciones
Fue designado Hijo Ilustre de Curicó; y recibió la insignia de oro del Liceo de la misma ciudad. 

### Homenajes
En Curicó hay dos calles que llevan su nombre, como también una población; y en el balneario de Iloca y la ciudad de Licantén, las escuelas de estos dos lugares, llevan su nombre también.